# Paul-Alcide Blancpain
Paul-Alcide Blancpain (* 30. März 1839 in Villeret im Berner Jura; † 22. März 1899 in Freiburg im Üechtland) war ein Schweizer Brauereiunternehmer.
Er entstammte einer Uhrmacherfamilie und wurde 1857 Mitinhaber der elterlichen Uhrenfabrik. 1876 zog er sich aus dem Unternehmen zurück und kaufte 1877 in Freiburg eine bankrottgegangene Brauerei.
Als Papst Leo XIII. am 23. Juni 1890 mit Gaspard Mermillod erstmals einem Bischof von Freiburg die Kardinalswürde verlieh, brachte die Brauerei Blancpain zu diesem Anlass das Festbier Cardinal auf den Markt. Dieses Produkt war so erfolgreich, dass Paul Blancpain beschloss, seiner Brauerei künftig den Namen Cardinal zu geben.
Von 1893 bis zu seinem Tod gehörte der reformierte Blancpain als Mitglied der FDP dem Generalrat der überwiegend römisch-katholisch geprägten Stadt Freiburg an.